# Мемориальный дом-музей С. А. Чуйкова
Мемориальный дом-музей С. А. Чуйкова — музей в Бишкеке, посвящённый жизни и творческой деятельности советского, российского и киргизского художника Семёна Афанасьевича Чуйкова.

## О музее
Дом-музей был создан в 1987 году в канун 85-летия со дня рождения художника в самом центре Бишкека. Семен Чуйков являлся основателем художественного музея города (1934), организатором Союза художников Республики Киргизии.
Музей был открыт в доме, первым обитателем которого был известный венгерский скульптор Ласло Месарош (1905—1945), живший в нём до 1945 года, когда его репрессировали. Затем дом перешёл во владение управления по делам искусств, а в 1949 году его купил Семён Чуйков. Со своей супругой он высаживает у дома сирень и приезжает сюда каждую весну, живя по полгода. Последний раз Чуйков проживал в доме в 1979 году.
Экспозиция музея размещена в трёх небольших залах, где представлен обширный материал, охватывающий 60-летний период творческого пути художника и развития кыргызского изобразительного искусства. Среди экспонатов: фотографии, документы, письма, личные вещи, художественные произведения Чуйкова, его жены художницы Евгении Малеиной и их старшего сына Ивана. Даётся информация и о скульпторе Ласло Месароше. Самая узнаваемая работа в собрании музея — портрет углём Айжамал Огобаевой, послужившей моделью для картины «Дочь Советской Киргизии».
Сотрудники стараются сохранить в музее всё в первозданном виде, а также поддерживать традиции бывшего хозяина этого дома. В стенах музея проводятся временные выставки к знаменательным датам, мастер-классы, вечера памяти и воспоминаний, панельные дискуссии.
К 140-летию города Бишкека был создан документальный фильм об истории города и музея С. А. Чуйкова.